# Let Me Love You Like a Woman
Let Me Love You Like a Woman (englisch für „Lass mich dich lieben wie eine Frau“) ist ein Lied der US-amerikanischen Popsängerin Lana Del Rey. Das Stück erschien als erste Singleauskopplung aus ihrem siebten Studioalbum Chemtrails over the Country Club.

## Entstehung und Artwork
Let Me Love You Like a Woman wurde von der Interpretin selbst, gemeinsam mit dem Koautoren Jack Antonoff geschrieben. Antonoff zeichnete darüber hinaus für einen Großteil der Produktion eigenverantwortlich. So war er in Eigenregie für die Instrumentation, Produktion und Programmierung verantwortlich. Für die Instrumentation spielte er unter anderem Akustikgitarre, Bass, E-Gitarre, Hammondorgel, Perkussion, Piano, Schlagzeug und Slide-Gitarre. Darüber hinaus war Antonoff gemeinsam mit Laura Sisk für die Abmischung und Tonaufnahme verantwortlich. Bei den Tonaufnahmen erhielten sie Unterstützung durch John Rooney und Jon Sher. Das Mastering erfolgte unter der Leitung von Chris Geringer, unter der Mithilfe seines Assistenten Will Quinnell. Die Aufnahmen entstanden in den Conway Studios in Los Angeles sowie in den Electric Lady Studios in New York City.
Ursprünglich entstand das Lied bereits während den Arbeiten zu Ultraviolence um das Jahr 2012 unter dem Arbeitstitel Pink Champagne. Diese, unter der Produktion von Paul Epworth entstandene Demoaufnahme, wurde im März 2023 geleaked.
Auf dem Frontcover der Single ist lediglich – neben dem Liedtitel – ein schwarz-weiß Porträt von Del Rey zu sehen. Vom Betrachter aus gesehen befindet sie sich auf der rechten Seite, in der oberen linken Ecke befindet sich der Liedtitel, der mit zwei Rosenblüten verziert ist. Del Rey teilte das Bild erstmals einen Tag vor der Singleveröffentlichung auf ihrem Instagram-Kanal.

## Veröffentlichung und Promotion
Die Erstveröffentlichung von Let Me Love You Like a Woman erfolgte als Download und Streaming am 16. Oktober 2020. Die Veröffentlichung erfolgte als Einzeltrack durch die Musiklabels Interscope Records und Polydor, der Vertrieb erfolgte durch Universal Music Publishing. Del Rey selbst kündigte Let Me Love You Like a Woman als Single via Instagram am 1. September 2020 an, jedoch zunächst ohne Veröffentlichungsdatum. Am 22. September 2020 wurde bereits ein Ausschnitt des Liedes geleaked. Das Erscheinen teilte sie letztendlich kurzfristig, einen Tag vor der Veröffentlichung, mit den Worten „Let Me Love You Like a Woman is out tomorrow in the USA“ (englisch für „Let Me Love You Like a Woman erscheint morgen in den Vereinigten Staaten“) auf ihrem Instagram-Kanal. Am 19. März 2021 erschien Let Me Love You Like a Woman als Teil von Del Reys siebten Studioalbum Chemtrails over the Country Club.
Um das Lied zu bewerben, folgte ein Liveauftritt in der Tonight Show mit Jimmy Fallon. Hierbei handelte es sich um den ersten TV-Auftritt von Del Rey nach Jahren.

## Inhalt
Der Liedtext zu Let Me Love You Like a Woman ist in englischer Sprache gehalten und bedeutet ins Deutsche übersetzt so viel wie „Lass mich dich lieben wie eine Frau“. Die Musik und der Text wurden gemeinsam von Jack Antonoff und Lana Del Rey geschrieben beziehungsweise komponiert. Musikalisch handelt es sich hierbei um eine popmusikalische Ballade. Das Tempo beträgt 128 Schläge pro Minute. Die Tonart ist C-Dur. Inhaltlich geht es im Lied um eine „romantische Begegnung“, bei der die Protagonisten sofort auf „distanzierte“ und „respektvolle“ Weise an eine gemeinsame Zukunft denken. Del Rey gibt dabei unter anderem zu verstehen, dass sie mit dem richtigen Partner sogar Los Angeles hinter sich lassen würde („I come from a small town, how about you? I only mention it ’cause I’m ready to leave L.A.“).
Aufgebaut ist das Lied auf zwei Strophen, einem Refrain sowie einer Bridge. Es beginnt mit der ersten Strophe, an die sich der Refrain anschließt. Der gleiche Vorgang wiederholt sich mit der zweiten Strophe. Der zweite Refrain klingt mit einem sogenannten „Post-Chorus“ aus, der sich aus der wiederholenden Zeile „Take you to infinity. Let me love you like a woman (Let me hold you like a baby)“ (englisch für „Bring dich ins Unendliche. Lass mich dich lieben wie eine Frau (Lass mich dich wie ein Baby halten).“) zusammensetzt. Auf den Post-Chorus folgt die Bridge, in der Del Rey unter anderem auf Purple Rain von Prince anspielt, ehe das Lied mit dem dritten und letzten Refrain endet.
| „Let me love you like a woman. Let me hold you like a baby. Let me shine like a diamond. Let me be who I’m meant to be. Talk to me in poems and songs. Don’t make me be bittersweet. Let me love you like a woman. Let me hold you like a baby. Let me hold you like a baby.“ – Refrain, Originalauszug | „Lass mich dich lieben wie eine Frau. Lass mich dich wie ein Baby halten. Lass mich wie ein Diamant leuchten. Lass mich sein, wer ich sein soll. Sprich mit mir in Gedichten und Liedern. Mach mich nicht bittersüß. Lass mich dich lieben wie eine Frau. Lass mich dich wie ein Baby halten. Lass mich dich wie ein Baby halten.“ – Refrain, Übersetzung |

## Musikvideo
Das Musikvideo zu Let Me Love You Like a Woman feierte seine Premiere am 16. Oktober 2020 auf YouTube. Zu sehen ist zum einen Del Rey, die sich selbst in schwarz-weiß in einem Auto filmte wie sie das Lied singt. Zum anderen zeigt es bunte Zusammenschnitte mit Aufnahmen von Del Rey mit ihrer Familie und Freunden, die während ihrer letztjährigen The Norman Fucking Rockwell! Tour entstanden. Zu sehen ist unter anderem auch die US-amerikanische Countrysängerin Nikki Lane. Die Gesamtlänge des Videos beträgt 3:44 Minuten. Regie führte Del Rey selbst. Bis heute zählt das Musikvideo über 2,3 Millionen Aufrufe bei YouTube (Stand: Oktober 2020).

## Mitwirkende
| Liedproduktion - Jack Antonoff: Abmischung, Akustikgitarre, Bass, E-Gitarre, Hammondorgel, Komponist, Liedtexter, Musikproduzent, Perkussion, Piano, Programmierung, Schlagzeug, Slide-Gitarre, Tonmeister - Lana Del Rey: Gesang, Komponist, Liedtexter - Chris Geringer: Mastering - Will Quinnell: Mastering - John Rooney: Tonmeister - Jon Sher: Tonmeister - Laura Sisk: Abmischung, Tonmeister | Musikvideo - Lana Del Rey: Filmeditor, Regisseur (Musikvideo) Unternehmen - Conway Studios: Tonstudio - Electric Lady Studios: Tonstudio - Interscope Records: Musiklabel - Polydor: Musiklabel - Universal Music Publishing: Vertrieb |

## Rezeption

### Rezensionen
Emma Wiepking vom Rolling Stone beschrieb Let Me Love You Like a Woman als ruhige und klavierlastige Ballade, mit überlagerten Vocals und dem minimalistischen Einsatz von Westerngitarren, dass im Stil ihres vorangegangenen Studioalbums Norman Fucking Rockwell! daher käme.
Isabel von Glahn von 1 Live ist der Meinung, dass Del Rey in dem Stück große Gefühle zeige und sich ihrem Sound treu bleibe. Sie singe von einer schicksalshaften Begegnung, bei der man zu träumen wage. Let Me Love You Like a Woman sei sehr reduziert. Das Piano würde nur ab und zu von einem sanften Beat begleitet, der fast einem Herzschlag gleiche. Im Fokus stehe Del Reys klare hallige Stimme. Obwohl sie sich zu aktuellen Weltgeschehnissen äußere und dabei von ihren besungenen Idealen abkäme, zeige der Titel das veraltete Rollenbild zwischen Mann und Frau und erinnere an Filme aus den 1950er Jahren.
Rhian Daly vom New Musical Express (NME) beschrieb das Stück als Ohnmachts-Ode für einen Neuanfang („is a swooning ode to starting anew“). Das Stück beinhalte sanft ohnmächtige Gitarrenlicks, die sich über Klavierakkorde und raue Trommeln beugen würden („gently swooning guitar licks bending over piano chords and brushed drums“).

### Chartplatzierungen
Let Me Love You Like a Woman konnte sich nicht in den offiziellen deutschen Singlecharts platzieren, erreichte jedoch in der Chartwoche vom 23. Oktober 2020 Rang elf der Single-Trend-Charts. In den deutschen Downloadcharts erreichte die Single Rang 29. Des Weiteren platzierte sich die Single mehrere Tage in den deutschen iTunes-Tagesauswertungen und erreichte mit Rang 16 seine höchste Chartnotierung am Tag seiner Veröffentlichung dem 16. Oktober 2020. In der Schweizer Hitparade erreichte die Single bei einer Chartwoche Rang 85 und in den britischen Singlecharts ebenfalls bei einer Chartwoche Rang 87.
Für Del Rey als Interpretin ist Let Me Love You Like a Woman der 26. Charterfolg im Vereinigten Königreich sowie der 19. in der Schweizer Hitparade. In ihrer Autorenfunktion ist es der 24. Charterfolg in den britischen Singlecharts sowie ihr 17. in der Schweiz. Für Antonoff ist es in seiner Funktion als Autor oder Produzent der 20. Charterfolg im Vereinigten Königreich sowie der 13. in der Schweiz.

### Auszeichnungen für Musikverkäufe
| Land/Region     | Auszeichnungen für Musikverkäufe (Land/Region, Auszeichnung, Verkäufe) | Verkäufe |
| --------------- | ---------------------------------------------------------------------- | -------- |
| Brasilien (PMB) | Gold                                                                   | 20.000   |
| Insgesamt       | 1× Gold ·                                                              | 20.000   |

Hauptartikel: Lana Del Rey/Auszeichnungen für Musikverkäufe